# شعبة النخلة (السياني)
شعبة النخلة محلة تابعة لقرية العقير، التابعة لعزلة الهادس بمديرية السياني إحدى مديريات محافظة إب في الجمهورية اليمنية.، بلغ تعداد سكانها 128 حسب تعداد اليمن لعام 2004.